# Les tres Gràcies (Josep Maria de Sagarra)
Les tres Gràcies és una estampa grotesca en un sol acte, original de Josep Maria de Sagarra, estrenada al teatre Novetats de Barcelona, la vetlla del 10 d'octubre de 1931.

## Repartiment de l'estrena
- Gràcia, mare, 60 anys: Maria Morera.
- Gràcia, noia, 20 anys: Pepeta Fornés.
- Gràcia, tia, 50 anys: Matilde Xatart.
- El Notari, 60 anys: Evelí Galceran.
- El Doctor, 55 anys: Domènec Aymerich.
- Agustinet, 23 anys: Just Gómez.
- Francisqueta, criada, 18 anys: N.N.